# 에른스트 헤켈

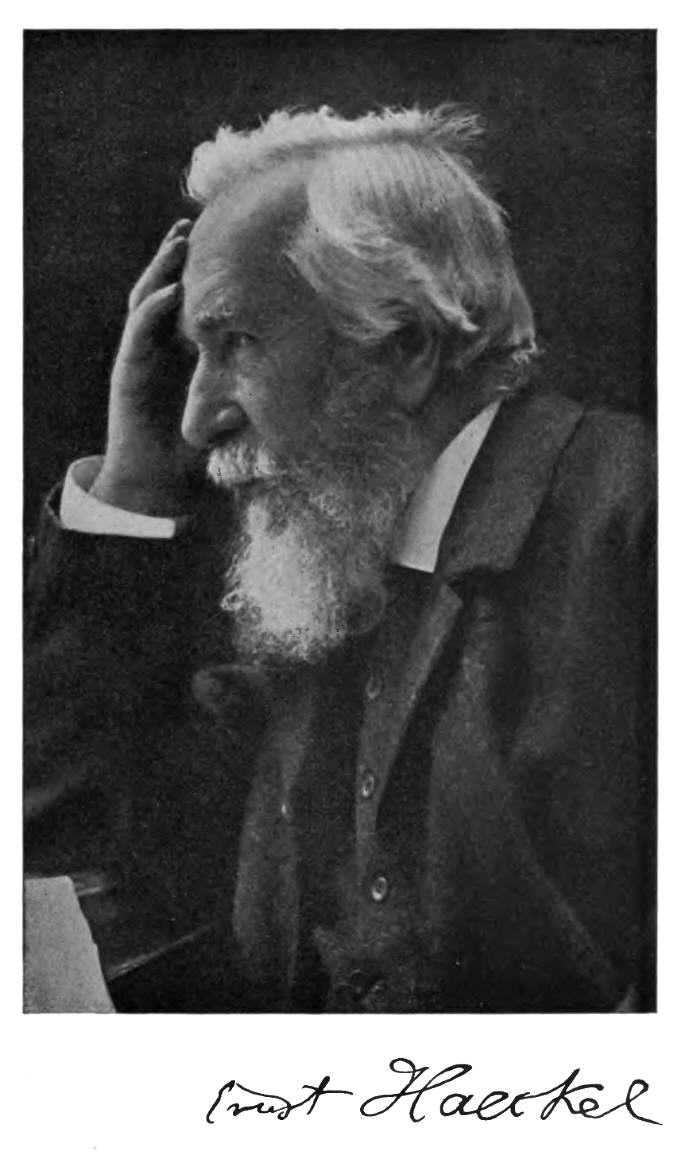
에른스트 헤켈

에른스트 헤켈(Ernst Haeckel, 1834년 - 1919년)은 독일의 유명한 생물학자이자 박물학자 겸 철학자, 의사, 교수, 화가였다. 풀네임은 에른스트 하인리히 필리프 아우구스트 헤켈(Ernst Heinrich Philipp August Haeckel)이었으며 폰 헤켈(Von Haeckel)이라 불리기도 하였다.
 천여 종에 학명을 붙였으며 계통학, 분류학, 생태학, 원생생물 연구에 많은 업적을 남겼다. 생태학이란 낱말은 1866년 헤켈이 처음으로 사용했다. (생물체의 일반 형태론, Generelle Morphologie der Organismen, 1866 Berlin) 그는 찰스 다윈의 진화론을 독일에 확산시키는 데 기여하였고, 뒷날 많은 논란을 불러일으킨 반복발생설을 주창하였다.
헤켈은 《Kunstformen der Natur》(1899-1904)를 통해 100여 종의 해양 생물의 다양한 일러스트레이션을 출판하여 화가로서의 재능을 보여주기도 하였다. 철학적 업적으로는 니체와 함께 저술한 《세계의 수수께끼》가 있다.

## 생애
에른스트 헤켈은 1834년 2월 16일 포츠담에서 태어났다. 메르세부르크의 가톨릭 고등학교를 1852년에 졸업했으며 베를린에서 의학을 공부하였다. 그는 알베르트 폰 쾰리케리 등에게서 배웠으며 1857년 의학 박사 학위를 수여받고 개업의 면허를 취득하였다.
헤켈은 예나 대학의 카를 게겐바우어 밑에서 동물학을 수학하였고 이후 1862년부터 1909년까지 47년간 예나 대학의 비교해부학 교수로 재직하였다. 헤켈은 1859년부터 1866년까지 방사충, 해면, 환형동물과 같은 무척추동물을 연구하였다. 그는 1859년부터 1887년까지 지중해를 여행하면서 발견한 150여 종의 방사충을 비롯하여 천여종을 새로 발견하여 명명하였다. 1866년부터 1867년까지 헤켈은 카나리제도에 대한 연구를 심화시켰고 이때 찰스 다윈, 토마스 헉슬리, 찰스 라이엘을 만났다.
1871년 아그네스 후쉬케와 결혼하여 1868년 아들 발터가, 1871년 장녀 엘리자베스, 1873년 차녀 엠마가 태어났다. 그 후 그는 노르웨이, 달마티아, 이집트, 터키, 그리스 등지로 연구 여행을 다녔다. 1910년 교수직에서 은퇴한 그는 1915년 아내가 세상을 떠난후 쇠약해졌으며 1919년 8월 9일 그의 자택에서 사망하였다.

## 정치
헤켈의 저서와 강연록은 나중에 인종차별, 국민주의, 사회다윈주의 등의 과학적 근거로 사용되었다.
헤켈의 "정치는 생물학의 응용이다."라는 말은 후일 나치에 의해 이용되었다. 나치는 헤켈의 일원론을 이용하여 그들의 인종차별을 정당화하였다. 헤켈은 진화론을 바탕으로 세계의 모든 면이 필연적으로 단일한 통일성을 지니게 된다는 일원론을 주창하였고, 정치, 경제, 도덕은 생물학의 응용이라고 주장하였다. 그는 이러한 입장 아래 개개인의 발전 만큼이나 인종의 발전이 필요하며 미개한 종족은 보다 발달한 종족의 관리와 보호를 받아야 한다고 주장하였다.

## 반복 발생설

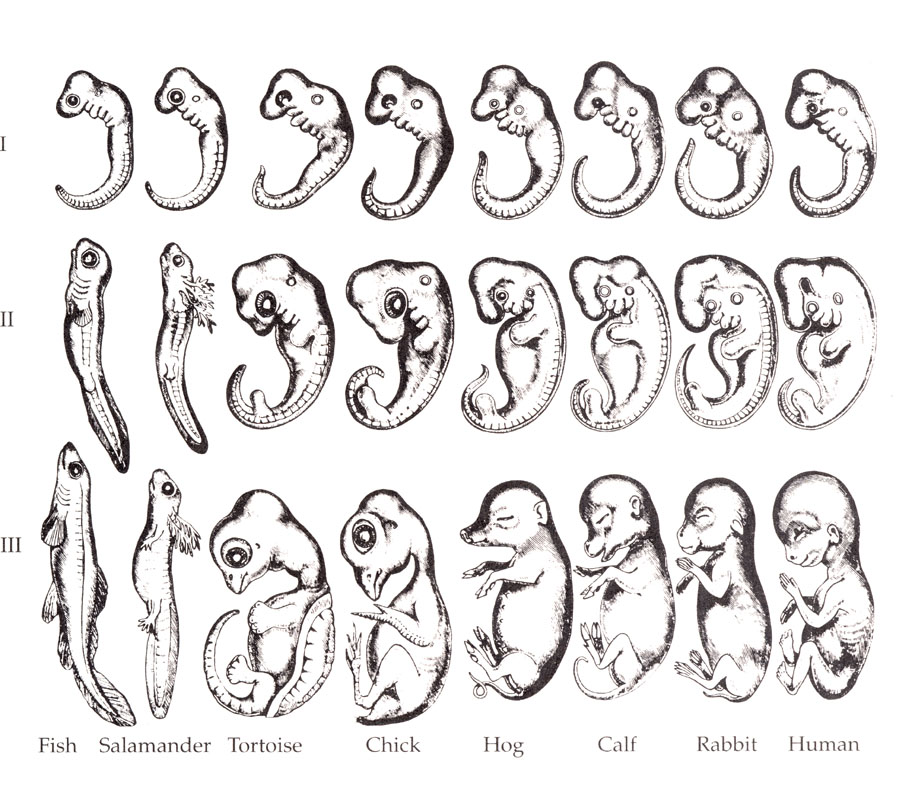
헤켈이 그린 반복 발생설을 주장하는 그림. 왼쪽부터 물고기, 도롱뇽, 거북, 닭, 돼지, 소, 토끼, 인간.

발생반복설(發生反復說), Recapitulation theory 혹은 반복설(反復說) 등으로 더 잘 알려져있으며 개체가 성장하는 동안 진화의 단계를 반복한다는 주장이다. 헤켈은 인간의 태아가 어류, 파충류 등의 단계와 유사한 모습을 거쳐 발생한다고 주장하였다.
인간 태아의 성장 과정을 그린 그림으로 헤켈은 인간의 태아가 어류, 파충류 등의 단계와 유사한 모습을 거쳐 발생한다고 주장하였다. 헤켈의 발생도는 이후에 다른 진화학 연구자들에 의해 헤켈이 의도적으로 그림을 더 유사하게 그리는 등 조작했다는 점이 밝혀졌다.

## 같이 보기
- 발생학